# Fredrik Mattson
Fredrik Mattson, född 1973, är en svensk möbelformgivare. 
Mattson påbörjade sin karriär genom utbildning till möbelsnickare vid Stenebyskolan mellan åren 1997 och 2000; studierna avslutades med kandidatexamen. År 2002 tog Mattson magisterexamen inom inredningsarkitektur på Konstfack i Stockholm. Mattson är flerfaldigt prisbelönt formgivare och utnämndes till årets designer 2007 av den svenska tidningen Residence. Han arbetar som frilansande designer och har tagit fram produkter för olika företag, bland annat Blå Station, Vivero, Zero, Vero och Brio. Mattson finns representerad vid bland annat Nationalmuseum i Stockholm.

## Framstående verk

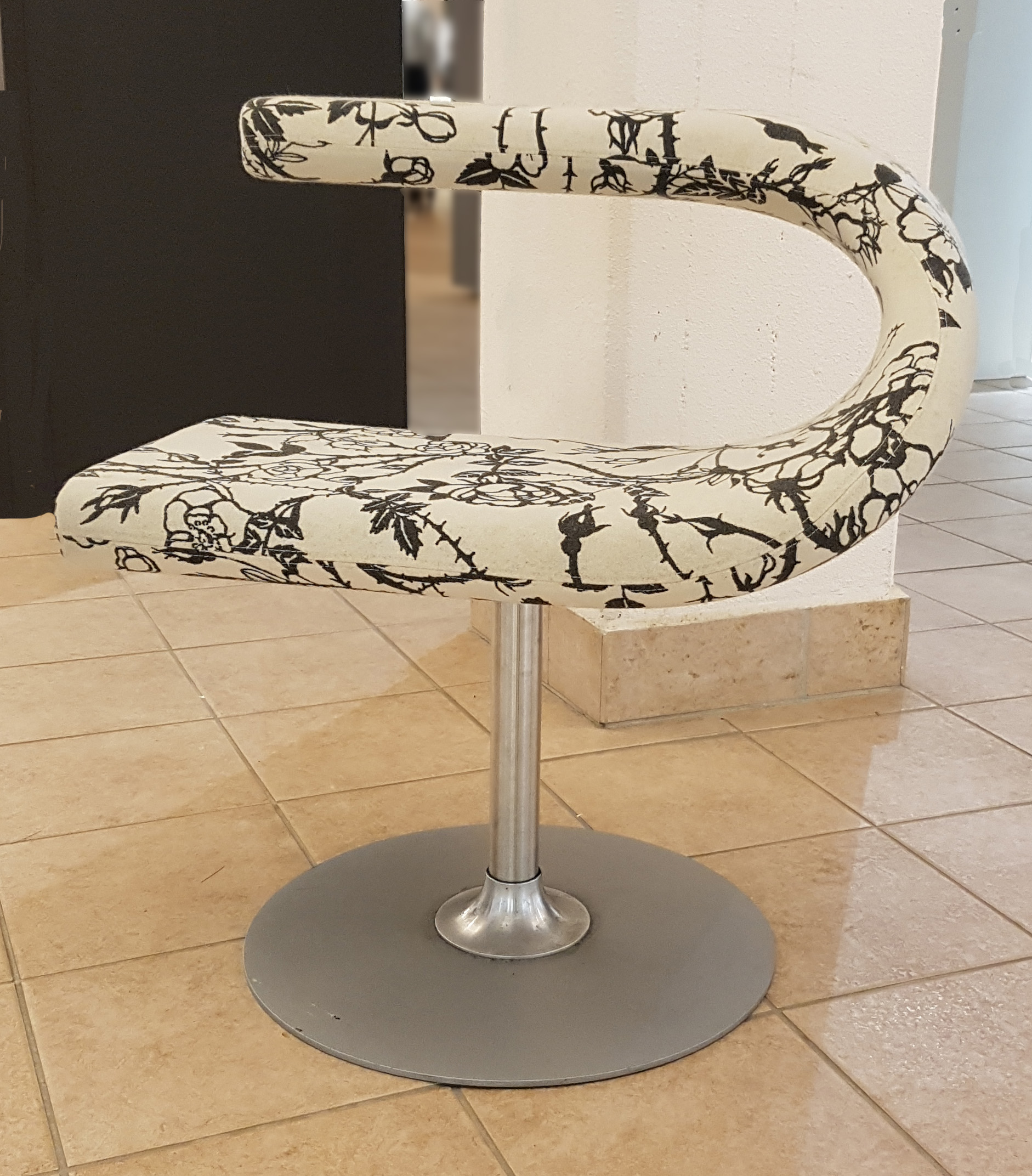
Innovation C, Blå station, 2001

Många av hans produkter har belönats med priser och fått stor uppmärksamhet, några av dem listas nedan.
- PXL, Zero lightning 2008
- Bloom, Zero lightning 2009
- Nomono, Horreds, 2009
- Sting, Blå Station, 2003
- Chair 69, Blå Station, 2005
- Innovation C, Blå station, 2001
- Snooze, Blå Station, 2004
- RGB, Zero, 2008
- SIT, BRIO 2007